# Zhengzhou Nissan
Zhengzhou Nissan Automobile Co., Ltd. – spółka typu joint venture, założona w 1993 roku przez chińskie przedsiębiorstwa Zhengzhou Light Automobile Works i CITIC Group oraz japońskie Nissan Motors. W 2004 roku większość udziałów w przedsiębiorstwie została nabyta przez koncern Dongfeng Motor, który zreorganizował spółkę. Zhengzhou Nissan zajmuje się produkcją pick-upów, samochodów sportowo-użytkowych, minivanów, vanów i lekkich samochodów ciężarowych, sprzedawanych pod markami Nissan oraz Dongfeng.
Siedziba przedsiębiorstwa mieści się w Zhengzhou, w prowincji Henan.
Wielkość produkcji w 2003 roku wyniosła ponad 21 000 samochodów.